# Regius Professor of Greek (Cambridge)
Regius Professor of Greek ist eine Regius Professur für Griechische Philologie an der Universität Cambridge. Er wurde 1540 von König Heinrich VIII. gestiftet und ist einer der ältesten Lehrstühle Großbritanniens.
Neben dieser Regius Professur gibt es eine weitere, gleichzeitig durch Heinrich VIII. gestiftete Regius Professur of Greek an der University of Oxford, eine Regius Professur of Greek am Trinity College Dublin und eine Regius Professor of Greek an der University of Aberdeen.

## Lehrstuhlinhaber
| Name                      | Daten | von  | bis  | Anmerkungen |
| ------------------------- | ----- | ---- | ---- | --- |
| John Cheke                |       | 1540 | 1547 | Cheke war aus Überzeugung zum Protestantismus übergetreten und wurde mit der Professur belohnt. Allerdings geriet er so in die Mühlen der Justiz, als mit Königin Maria I. Bemühungen zur Umkehr der Reformation in England versucht wurde. Er verlor gesellschaftliche Stellung und Vermögen und musste ins Exil gehen. Als er nach seiner Rückkehr erneut inhaftiert wurde, kehrte er zum katholischen Glauben zurück. Er verstarb kurz danach als gebrochener Mann. Er veröffentlichte 1543 das erste vollständig in Altgriechisch gedruckte Buch in England, Homilien von Johannes Chrysostomos. |
| Nicholas Carr             |       | 1547 | 1549 | |
| Francisco de Enzinas      |       | 1549 | 1552 | |
| Unbekannt                 |       |      |      | |
| Bartholomew Dodington     |       | 1562 | 1585 | |
| Andrew Downes             |       | 1585 | 1625 | |
| Robert Creighton          |       | 1625 | 1639 | |
| James Duport              |       | 1639 | 1654 | |
| Ralph Widdrington         |       | 1654 | 1660 | |
| Isaac Barrow              |       | 1660 | 1663 | |
| James Valentine           |       | 1663 | 1666 | |
| Thomas Gale               | D.D.  | 1666 | 1672 | Abweichend wird Thomas Gale von 1672 bis 1676 als Regius Professor of Greek angegeben. |
| John North                |       | 1672 | 1674 | |
| Benjamin Pulleyn          |       | 1674 | 1686 | |
| Michael Payne             |       | 1686 | 1695 | |
| Joshua Barnes             |       | 1695 | 1712 | Barnes behauptete von sich selbst, besser Griechisch und Latein sprechen zu können, als seine englische Muttersprache. Seine Sprachfähigkeiten wurden nicht angezweifelt, aber seine Wissenschaftlichkeit durchaus. |
| Thomas Pilgrim            |       | 1712 | 1726 | |
| Walter Taylor             |       | 1726 | 1743 | |
| William Fraigneau         |       | 1743 | 1750 | |
| Thomas Francklin          |       | 1750 | 1759 | |
| Michael Lort              |       | 1759 | 1771 | |
| James Lambert             | A.M.  | 1771 | 1780 | |
| William Cooke             |       | 1780 | 1792 | |
| Richard Porson            |       | 1792 | 1808 | Porson wurde auf den Lehrstuhl berufen, lehnte aber im gleichen Jahr seine Priesterweihe aus Gewissensgründen ab. Dadurch erhielt er aber keine Lehrerlaubnis an der Universität, so dass er zwar das spärliche Gehalt von GBR 40 pro Jahr bezog, aber von seinen Arbeiten als Privatgelehrter in London leben musste. Obwohl Porson nicht lehrte und nur zu den Prüfungen anwesend war, hielt er den Lehrstuhl bis zu seinem Tod. |
| James Henry Monk          |       | 1808 | 1823 | |
| Peter Paul Dobree         | A.M.  | 1823 | 1825 | |
| James Scholefield         |       | 1825 | 1853 | |
| William Hepworth Thompson |       | 1853 | 1867 | |
| Benjamin Hall Kennedy     |       | 1867 | 1889 | |
| Richard Claverhouse Jebb  |       | 1889 | 1906 | |
| Henry Jackson             |       | 1906 | 1921 | |
| Alfred Chilton Pearson    |       | 1921 | 1928 | |
| Donald Struan Robertson   |       | 1928 | 1950 | |
| Denys Lionel Page         |       | 1950 | 1974 | |
| Geoffrey Kirk             |       | 1974 | 1982 | |
| Eric Handley              |       | 1984 | 1994 | |
| Pat Easterling            |       | 1994 | 2001 | |
| Richard Hunter            |       | 2001 | 2023 | |
| Tim Whitmarsh             |       | 2023 |      | |